# Marek Hyka
Marek Hyka (* 23. února 1972) je český akrobatický pilot, reprezentující Českou republiku v letecké akrobacii v nejvyšší kategorii Unlimited.
V roce 2010 vybojoval na Mistrovství světa kategorie Advanced, konaném v Radomi (Polsko) zlatou medaili ve volné tajné sestavě. Tohoto úspěchu dosáhl na stroji Extra EA-300.
V minulosti závodil na strojích XA 41 a Extra 300SC, od sezóny 2015 létá na ruském akrobatickém speciálu Sukhoi Su-31 OK-HXB.
Marek Hyka se mj. podílel na vzniku soutěže Aerobatic Freestyle Challenge, konané v letech 2012 a 2013 v Praze na letišti Letňany.

## Úspěchy
- 2015 - 36. místo Mistrovství světa v kategorii Unlimited,  Chateauroux, Francie, 3. místo Mistrovstvi ČR v kategorii Unlimited
- 2014 - 30. místo Mistrovství Evropy v kategorii Unlimited, Matkópuszta Airport, Maďarsko, 3. místo Mistrovstvi ČR v kategorii Unlimited
- 2013 - 7. místo Aerobatic Freestyle Challenge, Unlimited, Praha Letňany
- 2012 - 8. místo Mistrovství Evropy v kategorii Unlimited, Dubnica nad Váhom - Free Unlimited
- 2012 - 7. místo Aerobatic Freestyle Challenge, Unlimited
- 2011 - 3. místo Mistrovstvi ČR v kategorii Unlimited, 3. místo Matko Cup Maďarsko v kategorii Unlimited
- 2010 - 1. místo Mistrovství světa v kategorii Advanced, Radom (Polsko)
- 2009 - 2. místo ME 2009 – kvalifikace, Advanced